# بویاس
 بویاس (به اسپانیایی: Bullas) یکی از شهرداری‌های کومارکای شرقی و در بخش خودمختار مورسیا در کشور اسپانیا قرار دارد. تا سال ۲۰۰۹ مساحت این شهرداری ۸۲ کیلومتر مربع و جمعیت آن ۱۲۴۹۳ تَن می‌باشد.